# Epiblema brightonana
Epiblema brightonana es una especie de polilla del género Epiblema, familia Tortricidae. Fue descrita científicamente por Kearfott en 1907. El epíteto específico se refiere a la localidad tipo, New Brighton, Pensilvania.
Tiene una envergadura de 13 a 16 mm. Generalmente vuela entre junio y agosto. Se encuentra desde el sudeste de Canadá al noreste de Estados Unidos.